# Denzel Bowles
Denzel Bowles (Virginia Beach, 1º maggio 1989) è un ex cestista statunitense.